# ボーカル
ボーカル、ヴォーカル（英語: Vocal）は、楽曲の歌を声によって演じる役割、またはその役割を演じる人（ボーカリスト、VOX、声楽家）を指す音楽用語である。主にクラシック音楽で用いられる「声楽」としばしば混同される。

## 概要
この用語は、主に「ロックバンドのボーカル」などのようにポピュラー音楽で用いられることが多い。
Vocalという言葉はSingingと共にポップスだけでなく、クラシック界でも使用される。違いはVocalは「声による」、Singingは「歌う」という概念で、Vocal cordというのは「声帯」という意味になる。日本では、ポップスは「ボーカル」、クラシックは「声楽」と分けて、ボーカルレッスン、声楽レッスン、ボイストレーニングと言われることがある。 
今日のロックバンドやユニットなどポピュラー音楽界にてボーカルは必要不可欠である。演奏に息を使わないのであればボーカルを兼任する事も可能である。近年では、ドラムスを担当する人がボーカルとして活動するバンドも存在する（かつては、ドラマーがボーカルを務めることはどちらかというと少なかった）。さらには、メンバーにボーカルが含まれない、楽器演奏のみで活動するバンドについては、インストゥルメンタルバンドということが多い。